# کستون
کستون (به انگلیسی: Keston) یک روستا و ناحیه در بریتانیا است که در منطقه بروملی لندن واقع شده‌است.